# Balduin III. (Flandern)

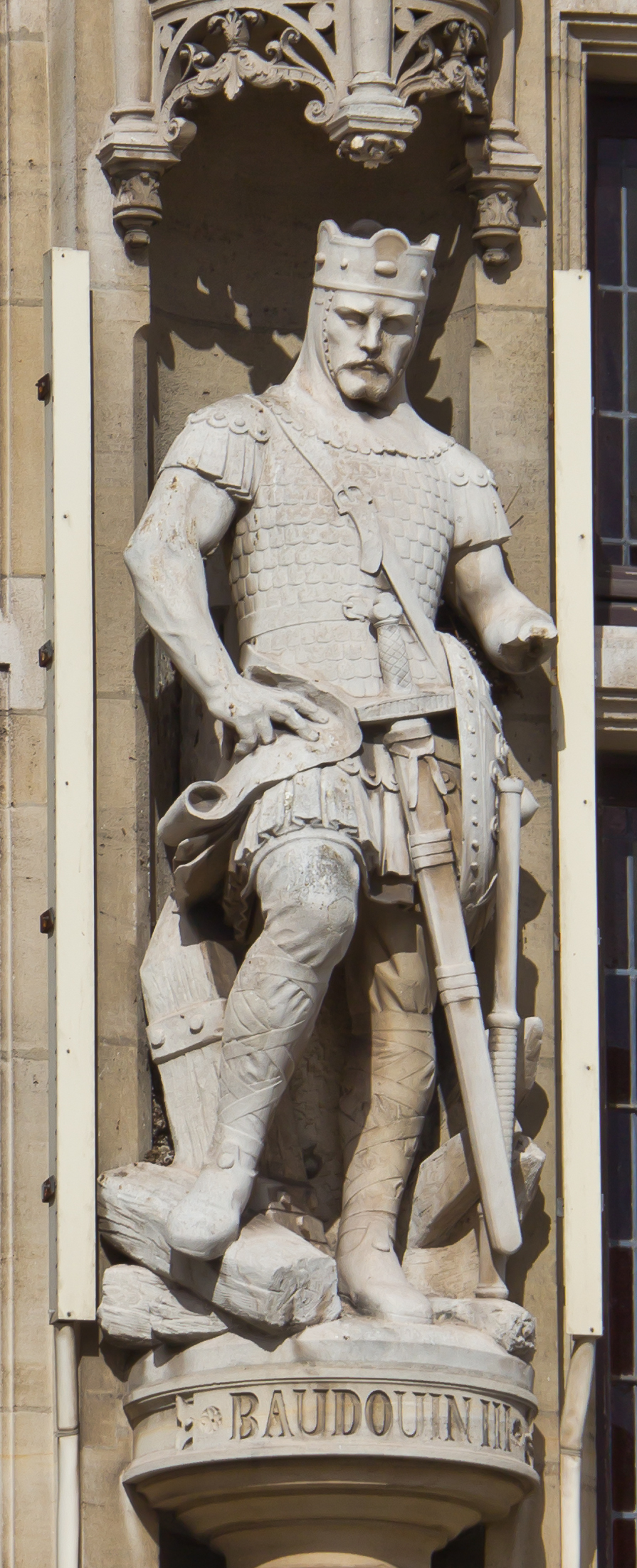
Statue des Balduin III. von Flandern am Rathaus von Dünkirchen

Balduin III. (lateinisch: Baldwinus) (* wohl um 935; † 1. Januar 962) war ein Graf von Flandern im 10. Jahrhundert. Er war ein Sohn des Grafen Arnulf I. des Großen aus dem Haus Flandern und der Adele von Vermandois, Tochter von Heribert II. von Vermandois.
Balduin wird erstmals 942 als urkundlicher Zeuge seines Vaters in einer Schenkung an die Sankt-Peters-Abtei in Gent genannt. Im Jahr 954 bezeugte er erstmals mit dem Titel eines Grafen (comes) eine Schenkung seiner Mutter an dieselbe Abtei. Offenbar amtierte er seit dieser Zeit als Mitregent seines Vaters in Flandern und hielt die Grafschaft Boulogne als eigenes Lehen. In seiner kurzen Amtszeit etablierte er in Gent das Weben und Walken und schuf damit die ökonomische Basis seines Landes für die kommenden Jahrhunderte. 957 griff er erfolglos den Grafen Roger von Montreuil an, um diesen Amiens abzunehmen.
Balduin erkrankte zu Weihnachten 961 an den Pocken und starb zu Neujahr 962, bestattet wurde er in der Abtei Saint-Bertin, als deren Laienabt er kurzzeitig amtiert hatte. Mit seinem Tod ging die Grafschaft Boulogne an seinen Vetter Arnulf II. über.
Seit dem Jahr 961 war Balduin verheiratet mit Mathilde († 1008), einer Tochter des Herzogs von Sachsen, Hermann Billung. Ihr einziges gemeinsames Kind war Arnulf II. († 987), welcher 964 seinem Großvater als Graf von Flandern nachfolgte. Balduins Witwe heiratete nur kurz nach seinem Tod den Grafen Gottfried den Gefangenen von Verdun.